# Republican Conference Chair

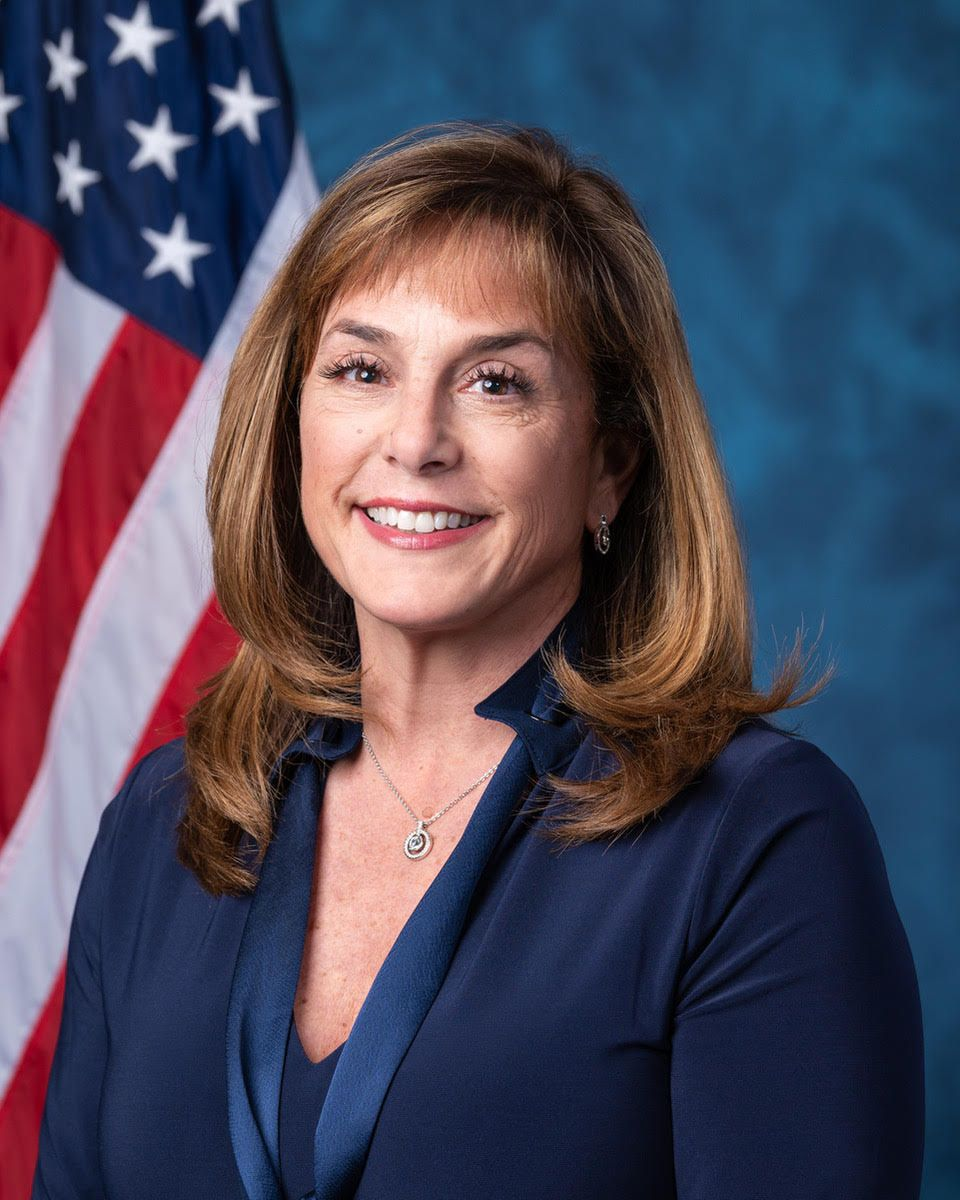
Lisa McClain, Conference Chair seit 2024

Der Republican Conference Chair, manchmal auch als Republican Conference Chairman bzw. Chairwoman bezeichnet, ist ein Amt in der Führungsriege der Fraktion der Republikanischen Partei im Repräsentantenhaus der Vereinigten Staaten.
Vom 3. Januar 2019 bis zum 12. Mai 2021 hatte Liz Cheney, die Tochter des ehemaligen Vizepräsidenten Dick Cheney, das Amt inne, bevor sie aufgrund ihrer Kritik an Ex-Präsident Donald Trump und dessen fortlaufenden Äußerungen (Big Lie) zur verlorenen Präsidentschaftswahl 2020 in der republikanischen Partei in Ungnade fiel und abgewählt wurde. Am 14. Mai wurde Elise Stefanik zur Nachfolgerin gewählt, die sich ausdrücklich zu Donald Trump bekennt. Nachdem Stefanik von Trump für das Kabinett Trump II benannt worden war, wurde im November 2024 Lisa McClain zur Nachfolgerin gewählt.

## Aufgaben
Der Republican Conference Chair sitzt der wöchentlichen Sitzung der republikanischen Fraktion im Repräsentantenhaus vor. Dennoch hat das Amt eher eine administrative Rolle und ist somit nicht vergleichbar mit einem Fraktionsvorsitzenden, da diese (politische) Rolle eher dem Mehrheits- bzw. Minderheitsführer zukommt. Dennoch gilt das Amt als Sprungbrett für eine weitere politische Karriere; bekannte ehemalige Chairs sind z. B. der spätere Präsident Gerald Ford, die späteren Vizepräsidenten Dick Cheney und Mike Pence oder der Sprecher des Repräsentantenhauses John Boehner.
In den Fraktionssitzungen wird über aktuelle Themen und Gesetzesvorschläge gesprochen, sowie Ämter wie z. B. der Whip (vergleichbar mit einem Parlamentarischen Geschäftsführer) gewählt. Weitere Aufgaben des Republican Conference Chair bzw. der Republican Conference, der er vorsteht, ist es, den Abgeordneten weitere Dienstleistungen wie z. B. Weiterbildungen oder Pressematerialien zur Verfügung zu stellen. Überdies veranstalten sie auch noch die Treffen zwischen den republikanischen Repräsentanten und den Wählern.
Da dieses Amt viele Aufgaben hat, ist es, wenn die Republikaner die Mehrheit im Repräsentantenhaus haben, die (de facto) vierthöchste republikanische Position nach dem Sprecher des Repräsentantenhauses, dem Mehrheitsführer und dem Mehrheitswhip; sind die Republikaner aber in der Minderheit, so stellen sie nicht mehr den Sprecher des Repräsentantenhauses, und der Republican Conference Chair rückt zur dritthöchsten Person in der republikanischen Fraktion hinter dem Oppositionsführer (minority-leader) und dem Minderheitswhip auf. Dies ist seit der Wahl 2018 der Fall, somit ist Elise Stefanik zurzeit die dritthöchste Republikanerin nach Kevin McCarthy und Steve Scalise.
Im Senat der Vereinigten Staaten gibt es ein ähnliches Amt, welches von John Barrasso ausgeübt wird.

Justin Smith Morrill, der erste Republican Conference Chair

## Liste der Vorsitzenden
| Chairman                  | Staat | Kongress  | Amtszeit  |
| ------------------------- | ----- | --------- | --------- |
| Justin Smith Morrill      | VT    | 38.–39.   | 1863–1867 |
| N/A                       | N/A   | 40.       | 1867–1869 |
| Robert Cumming Schenck    | OH    | 41.       | 1869–1871 |
| Nathaniel Prentiss Banks  | MA    | 41.       | 1869–1871 |
| Austin Blair              | MI    | 42.       | 1871–1873 |
| Horace Maynard            | TN    | 43.       | 1873–1875 |
| George Washington McCrary | IA    | 44.       | 1875–1877 |
| Eugene Hale               | ME    | 45.       | 1877–1879 |
| William P. Frye           | ME    | 46.       | 1879–1881 |
| George M. Robeson         | NJ    | 47.       | 1881–1883 |
| Joseph Gurney Cannon      | IL    | 48.–50.   | 1883–1889 |
| Thomas J. Henderson       | IL    | 51.–53.   | 1889–1895 |
| Charles H. Grosvenor      | OH    | 54.–55.   | 1895–1899 |
| Joseph Gurney Cannon      | IL    | 56.–57.   | 1899–1903 |
| William Peters Hepburn    | IA    | 58.–60.   | 1903–1909 |
| Frank Dunklee Currier     | NH    | 61.–62.   | 1909–1913 |
| William S. Greene         | MA    | 63.–65.   | 1913–1919 |
| Horace Mann Towner        | IA    | 66.–67.   | 1919–1923 |
| Sydney Anderson           | MN    | 68.       | 1923–1925 |
| Willis C. Hawley          | OR    | 69.–72.   | 1925–1933 |
| Robert Luce               | MA    | 73.       | 1933–1935 |
| Frederick R. Lehlbach     | NJ    | 74.       | 1935–1937 |
| Roy O. Woodruff           | MI    | 75.–81.   | 1937–1951 |
| Clifford R. Hope          | KS    | 82.–84.   | 1951–1957 |
| Charles B. Hoeven         | IA    | 85.–87.   | 1957–1963 |
| Gerald Ford               | MI    | 88.       | 1963–1965 |
| Melvin R. Laird           | WI    | 89.–90.   | 1965–1969 |
| John B. Anderson          | IL    | 91.–95.   | 1969–1979 |
| Samuel L. Devine          | OH    | 96.       | 1979–1981 |
| Jack Kemp                 | NY    | 97.–99.   | 1981–1987 |
| Dick Cheney               | WY    | 100.      | 1987–1989 |
| Jerry Lewis               | CA    | 101.–102. | 1989–1993 |
| Dick Armey                | TX    | 103.      | 1993–1995 |
| John Boehner              | OH    | 104.–105. | 1995–1999 |
| J. C. Watts               | OK    | 106.–107. | 1999–2003 |
| Deborah Pryce             | OH    | 108.–109. | 2003–2007 |
| Adam Putnam               | FL    | 110.      | 2007–2009 |
| Mike Pence                | IN    | 111.      | 2009–2011 |
| Jeb Hensarling            | TX    | 112.      | 2011–2013 |
| Cathy McMorris Rodgers    | WA    | 113.–115. | 2013–2019 |
| Liz Cheney                | WY    | 116.–117. | 2019–2021 |
| Elise Stefanik            | NY    | 117.-118. | 2021–2024 |
| Lisa McClain              | MI    | 118.-119. | seit 2024 |

(Quelle:)

## Republican Conference Vice-Chair

### Amt
Der Republican Conference Vice-Chair wird wie die übrigen Ämter in der republikanischen Fraktion von den Abgeordneten mit einfacher Mehrheit gewählt. Er ist der Stellvertreter des Republican Conference Chair und vertritt diesen. In der republikanischen Führung kommt er gleich nach dem Republican Conference Chair und ist somit der viert- oder fünfthöchster Republikaner im Repräsentantenhaus, siehe Aufgaben. Im 119. Kongress ist Blake Moore der Republican Conference Vice-Chair. Dieses Amt gibt es auch im Senat der Vereinigten Staaten, welches von Joni Ernst ausgeführt wird.

### Liste der Vize-Vorsitzende
Diese Liste ist unvollständig
- Robert Stafford, Vermont (1971)

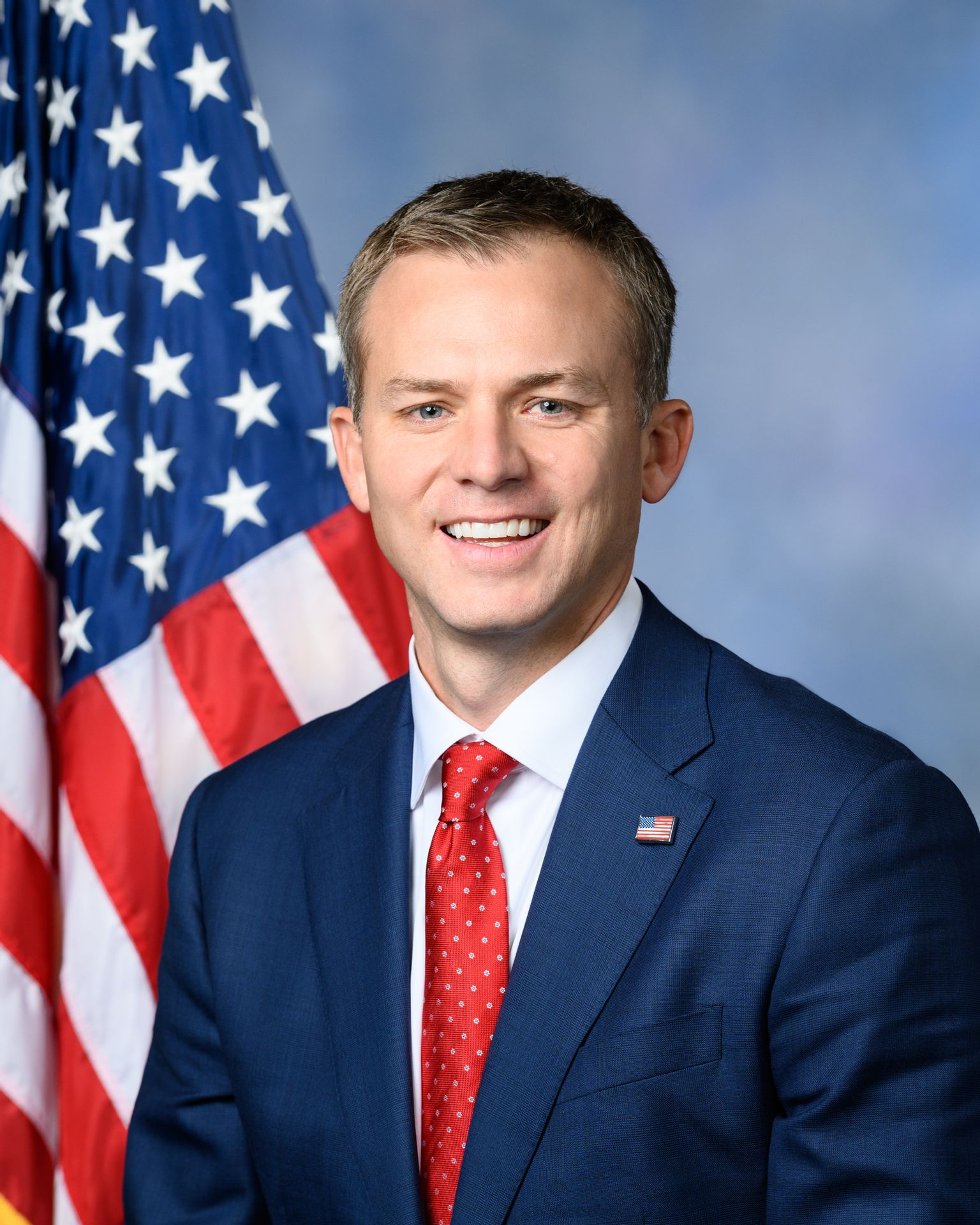
Der derzeitige Republican Conference Vice-Chair Blake Moore aus Louisiana

- Samuel L. Devine, Ohio (1971–1979)
- Jack Edwards, Alabama (1979–1985)
- Lynn Morley Martin, Illinois (1985–1989)
- Bill McCollum, Florida (1989–1995)
- Susan Molinari, New York (1995–1997)
- Jennifer Dunn, Washington (1997–1999)
- Tillie Fowler, Florida (1999–2001)
- Deborah Pryce, Ohio (2001–2003)
- Jack Kingston, Georgia (2003–2007)
- Kay Granger, Texas (2007–2009)
- Cathy McMorris Rodgers, Washington (2009–2013)
- Lynn Jenkins, Kansas (2013–2017)
- Doug Collins, Georgia (2017–2019)
- Mark Walker, North Carolina (2019–2021)
- Mike Johnson, Louisiana (2021–2023)
- Blake Moore, Utah (Seit 2023)[8]

## Sekretär der Republican Conference

### Liste der Sekretäre
| Kongress     | Namen                 | Staat           | Laufzeitstart  | Laufzeitende    |
| ------------ | --------------------- | --------------- | -------------- | --------------- |
| 90.          | Dick Poff             | Virginia        | 3. Januar 1967 | 29. August 1972 |
| 91.          | Dick Poff             | Virginia        | 3. Januar 1967 | 29. August 1972 |
| 92.          | Dick Poff             | Virginia        | 3. Januar 1967 | 29. August 1972 |
| Jack Edwards | Alabama               | 29. August 1972 | 3. Januar 1979 |                 |
| Jack Edwards | Alabama               | 29. August 1972 | 3. Januar 1979 | 93.             |
| Jack Edwards | Alabama               | 29. August 1972 | 3. Januar 1979 | 94.             |
| Jack Edwards | Alabama               | 29. August 1972 | 3. Januar 1979 | 95.             |
| 96.          | Clair Burgener        | Kalifornien     | 3. Januar 1979 | 3. Januar 1985  |
| 97.          | Clair Burgener        | Kalifornien     | 3. Januar 1979 | 3. Januar 1985  |
| 98.          | Clair Burgener        | Kalifornien     | 3. Januar 1979 | 3. Januar 1985  |
| 99.          | Robert J. Lagomarsino | Kalifornien     | 3. Januar 1985 | 3. Januar 1989  |
| 100.         | Robert J. Lagomarsino | Kalifornien     | 3. Januar 1985 | 3. Januar 1989  |
| 101.         | Vin Weber             | Minnesota       | 3. Januar 1989 | 3. Januar 1993  |
| 102.         | Vin Weber             | Minnesota       | 3. Januar 1989 | 3. Januar 1993  |
| 103.         | Tom DeLay             | Texas           | 3. Januar 1993 | 3. Januar 1995  |
| 104.         | Barbara Vucanovich    | Nevada          | 3. Januar 1995 | 3. Januar 1997  |
| 105.         | Jennifer Dunn         | Washington      | 3. Januar 1997 | 17. Juli 1997   |
| 105.         | Tillie Fowler         | Florida         | 17. Juli 1997  | 3. Januar 1999  |
| 106.         | Deborah Pryce         | Ohio            | 3. Januar 1999 | 3. Januar 2001  |
| 107.         | Barbara Cubin         | Wyoming         | 3. Januar 2001 | 3. Januar 2003  |
| 108.         | John Doolittle        | Kalifornien     | 3. Januar 2003 | 3. Januar 2007  |
| 109.         | John Doolittle        | Kalifornien     | 3. Januar 2003 | 3. Januar 2007  |
| 110.         | John Carter           | Texas           | 3. Januar 2007 | 3. Januar 2013  |
| 111.         | John Carter           | Texas           | 3. Januar 2007 | 3. Januar 2013  |
| 112.         | John Carter           | Texas           | 3. Januar 2007 | 3. Januar 2013  |
| 113.         | Virginia Foxx         | North Carolina  | 3. Januar 2013 | 3. Januar 2017  |
| 114.         | Virginia Foxx         | North Carolina  | 3. Januar 2013 | 3. Januar 2017  |
| 115.         | Jason Smith           | Missouri        | 3. Januar 2017 | 3. Januar 2021  |
| 116.         | Jason Smith           | Missouri        | 3. Januar 2017 | 3. Januar 2021  |
| 117.         | Richard Hudson        | North Carolina  | 3. Januar 2021 |                 |